# 趙達煥
趙達煥（韓語：조달환，1981年5月10日—），韓國男演員。

## 影視作品

### 電視劇
- 2001年：SBS《Honey Honey》
- 2003年：SBS《狎鷗亭宗家》
- 2004年：MBC《玫瑰戰爭》
- 2004年：KBS《海神》
- 2006年：KBS《再見先生》
- 2007年：MBC《H.I.T》飾演 韓刑警
- 2007年：CGV《戀人分手》
- 2012年：tvN《仁顯皇后的男人》飾演 金泉秀
- 2013年：KBS《天命：朝鮮版逃亡者故事》飾演 德玐
- 2013年：tvN《幻想巨塔》飾演 金尚鎮
- 2014年：KBS《感激時代：鬪神的誕生》飾演 風車
- 2014年：MBC《更夫日誌》飾演 孟司功
- 2014年：KBS《Drama Special－醜陋的愛》飾演 邱韓相
- 2015年：KBS《SPY》飾演 金賢泰
- 2015年：MBC《甜蜜的家族》飾演 奉鎮旭
- 2016年：JTBC《魔女寶鑑》飾演 許玉
- 2016年：SBS《Doctors》飾演 安成洙
- 2016年：KBS《Drama Special－微笑失格》
- 2017年：SBS《悄悄話》飾演 趙慶豪
- 2018年：SBS《Return》飾演 邰敏英
- 2018年：tvN 《Live》（特別出演）
- 2018年：SBS《訓南正音》飾演 Charlie
- 2019年：KBS《鄰家律師趙德浩2：罪與罰》飾演 安東出
- 2019年：OCN《圈套》飾演 裴南柱
- 2019年：KBS《JUSTICE》飾演 南元基
- 2021年：tvN《The Road：1的悲劇》飾演 朴成煥
- 2021年：SBS《One the Woman》飾演 崔大植
- 2022年：Netflix《殭屍校園》飾演 趙達浩
- 2022年：TVING《玫瑰公寓》飾演 李禹赫
- 2022年：SBS《為何是吳秀才》飾演 具高甲
- 2023年：tvN《九尾狐傳1938》飾演 副頭目
- 2023年：ENA《惡人傳記》飾演 李善教[1]
- 2023年：Netflix《精神病房也會迎來清晨》飾演 金成植[2]

### 電影
- 2001年：《頭師父一體》
- 2001年：《野蠻師生》
- 2002年：《色即是空》飾演 趙達煥
- 2003年：《黃山伐》飾演 布穀鳥 2
- 2004年：《間諜俏辣媚》
- 2005年：《無等山泰山樸洪肅》
- 2006年：《放學後的屋頂》
- 2006年：《天使爸爸》
- 2007年：《色即是空2》
- 2007年：《我的野蠻女老師2》
- 2011年：《情侶們》飾演 尚基
- 2012年：《舞后》飾演 女團經紀人
- 2012年：《共謀者》飾演 俊植
- 2014年：《海賊：汪洋爭霸》飾演 散漫
- 2014年：《人孔》飾演 弼奎
- 2014年：《紅毯》飾演 俊修
- 2014年：《技術者們》飾演 Turbo
- 2014年：《尚衣院》飾演 大吉
- 2015年：《愛上變身情人》飾演 金禹鎮
- 2015年：《手機》飾演 金奎洙
- 2015年：《喜馬拉雅》飾演 PD
- 2016年：《春夢》
- 2016年：《Missing：消失的女人》飾演 閔律師
- 2015年：《朝鮮魔術師》飾演 德厚
- 2017年：《因為愛》飾演 計程車司機
- 2017年：《普通人》飾演 金泰尚
- 2017年：《One Step》
- 2017年：《一定要抓住》
- 2017年：《Broker》
- 2018年：《屍殺帝國》飾演 大吉
- 2019年：《創刊號》
- 2021年：《逐夢練習曲》[3]
- 2022年：《共助2》饰演 韩光成（特别出演）
- 2022年：《分貝》飾演 海軍上司[4]
- 2023年：《單身首爾》飾演 吴诗人（特别出演）[5]

## 獲獎
- 2014年：KBS演技大賞－男子獨幕劇賞（醜陋的愛）

## 外部連結
- NAVER （页面存档备份，存于）